# Styles de management
Les styles de management (de proximité) ou « styles de leadership » ou encore « styles de direction » sont les différentes façons dont  un manageur ou un dirigeant peut manager ou diriger ses subordonnés ou les membres de son équipe ou, par extension, de son entreprise.
Ce sont Rensis Likert, Tannenbaum et Schmidt et Blake et Mouton qui ont introduit la notion à côté de celles des traits et des compétences.
Daniel Goleman parle, lui, de style de leadership. Et Alexandre Havard parle de leadership vertueux.
Le leadership vertueux est différent du leadership institutionnel qui selon Havard, passe par l'épanouissement personnel. Leadership et vertu sont liés parce que la vertu crée la confiance, et permet au leader de faire ce que les gens attendent de lui.  Il distingue le leader, qui fait avancer les hommes, du manageur, qui fait avancer les choses

## Le continuum de Tannenbaum et Schmidt
Dans un article paru en 1973 (à la suite d'un précédent travail de 1958) dans la revue Harvard Business, Tannenbaum et Schmidt exposent une grille de leadership sur un axe allant de l’autocratie à la démocratie et l’autonomie des subordonnés. 